# Mimeusemia hedya
Mimeusemia hedya là một loài bướm đêm trong họ Noctuidae.